# Klarvattensjö

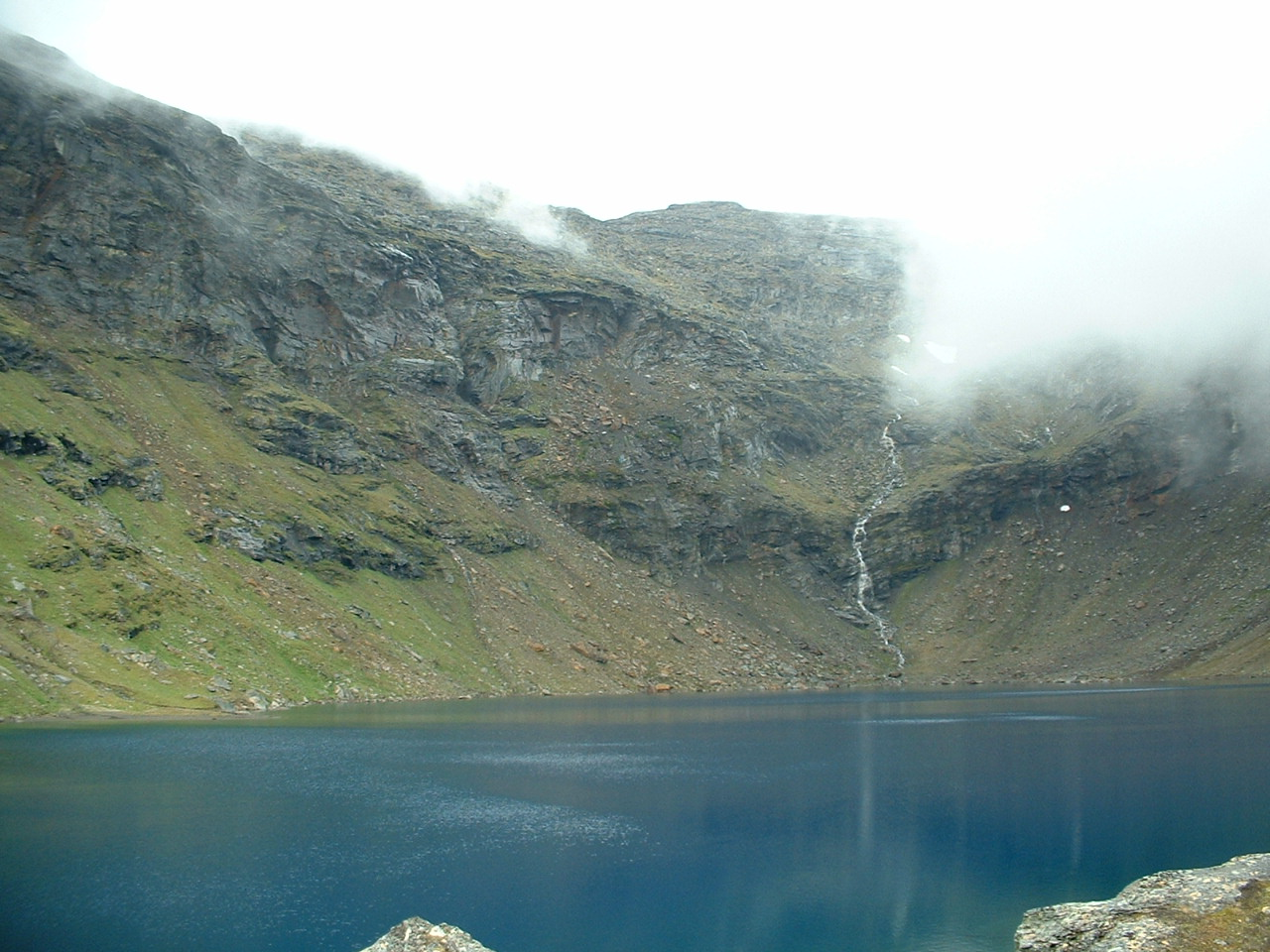
Rissajaure är en klarvattensjö.

En klarvattensjö är en näringsfattig (oligotrof) sjö med mycket klart vatten och låg artrikedom. Den har ofta lågt pH-värde och dyig eller gyttjig botten. Klarvattensjöar är planktonfattiga och har därför mycket stort siktdjup.
En klarvattensjö i Sverige är insjön Rissajaure i nordvästra Lappland, där man kan se botten trots att sjön är 36 meter djup. En annan klarvattensjö med 25 meters djup är sjön Unnen i västra Småland.